# Trichogonia areata
Trichogonia areata är en insektsart som beskrevs av Melichar 1926. Trichogonia areata ingår i släktet Trichogonia och familjen dvärgstritar. Inga underarter finns listade i Catalogue of Life.